# 北歐大西洋航空
北歐大西洋航空（英語：Norse Atlantic Airways）是一家于於2021年2月成立的挪威低成本長途航空公司，總部位於挪威阿倫達爾。该航司以波音787運營歐洲和北美之間的航綫。北歐大西洋航空於2022年6月14日首飛從挪威奧斯陸機場至美國紐約甘迺迪國際機場的航线。

## 歷史

### 創立
北歐大西洋航空是由Bjørn Tore Larsen于2021年2月创立的，而Bjørn Kise和Bjørn Kjos則持有公司的少数股份。该航空公司于2021年3月15日正式宣布成立，當時他們也计划于2021年秋季开始售票，并于2021年12月开始進行商业飞行。该航空公司的计划还包括运营挪威穿梭航空及其附属子公司之前运营的十二架波音787梦幻客机，并与其他挪威的航空公司建立合作伙伴关系，包括挪威穿梭航空和初创的飛翔航空，以及在奥斯陆证券交易所上市 。该航空公司宣布伦敦、奥斯陆和巴黎是其计划中的欧洲首选目的地城市。除此之外，在美国方面也包括了洛杉矶、迈阿密和纽约市。为了启动公司，其股东于2021年3月26日完成了高達12.75亿挪威克朗的私募股权配售。2021年3月29日，愛爾蘭飛機租契公司AerCap宣布与北歐大西洋航空签订了租赁协议，並租赁了九架波音787飞机，包括3架787-8和6架787-9。在2021年4月12日北歐大西洋航空首次在奥斯陆證券交易所上市后，该公司在首次公開募股中筹集了超过14亿挪威克朗（1.65亿美元）。
在2021年8月，北歐大西洋航空宣布获得了飛機租契公司中银航空租赁的额外六架波音787-9的租赁权，将其计划的机队从十二架增加到十五架，飛機的交付于2021年开始，预计于2022年完成所有飛機的交付。2021年8月10日，该航空公司还公布了其更新后的企业形象和飞机涂装。随后，北歐大西洋航空的计划启动时间从2021年12月推迟到2022年夏季，公司称这是由于与2019冠状病毒病疫情相关的旅行限制，而计划的售票时间计划在启动前的大約三个月前进行。该航空公司还宣布已经申请了在挪威颁发的航空经营者证书（AOC），并计划申请英国的另外一張AOC。2021年9月，该航空公司向美國運輸部申请外国航空公司许可，概述了从奥斯陆到劳德代尔堡-好莱坞国际机场、紐堡市和安大略国际机场的航班运营情况，且服务迈阿密、纽约市和洛杉矶地区。
2021年12月20日，北歐大西洋航空的第一架波音787-9飞机被运送到奥斯陆，並准备在2022年春季启动运营。2021年12月29日，该航空公司获得了挪威民航管理局颁发的AOC。2022年1月14日，该航空公司获得了美国交通部(DOT)批准，可以在欧洲和美国之间运营定期和包机服务。2022年3月15日，北歐大西洋航空首次公开亮相一年后，该航空公司宣布计划于2022年4月开始售票，运营則于2022年6月开始，并获得了伦敦盖特威克机场的时段。2022年4月11日，该航空公司获得了美国交通部(DOT)的外国航空公司许可批准。

### 開始運營
北歐大西洋航空在2022年4月28日开放了预订，并宣布了初始的航班路线，飞行将于2022年6月14日在奥斯陆和纽约肯尼迪国际机场之间开始，后续将在初始航班綫路中提供到迈阿密、奥兰多和洛杉矶的服务。2022年5月26日，该航空公司宣布了在奥斯陆之外的首个欧洲目的地的运营的细节，即从伦敦盖特威克飞往奥斯陆和纽约肯尼迪国际机场，該服务将于2022年8月12日开始。该航空公司于2022年6月8日宣布了其在奥斯陆以外的第二个欧洲目的地，即从柏林飞往纽约肯尼迪国际机场和洛杉矶，這分别于2022年8月17日和18日开始。
2022年7月28日，北歐大西洋航空与其他航空公司首次合作，包括易捷航空、挪威穿梭航空和精神航空。他們通过Dohop提供连接服务，以提供客流交通。自首次上线以来，该航空公司在2022年秋季时间表中进一步减少了原先计划的飞行计划，以适应乘客需求的減少，其中洛杉矶和奥兰多的航线成为季节性航线。航空公司后来宣布巴黎戴高乐机场和罗马菲乌米奇诺机场将于2023年3月和6月開始成爲航公公司的目的地。
2023年2月14日，北歐大西洋航空宣布其英国子公司英國北歐大西洋航空开始于2023年5月開始运营。它提供了伦敦盖特威克至奥兰多的服务，這個航綫也于該年5月25日开始。此外，至邁阿密的航班则于同年5月26日开始。然而，该子公司在2023年3月26日提前启动，並接管了北歐大西洋航空在伦敦盖特威克和纽约肯尼迪国际机场之间的航线。2023年5月3日，该航空公司宣布首次在亚洲和加勒比地区提供服务，包括从伦敦盖特威克飞往巴巴多斯、金斯頓和蒙特哥湾(Montego Bay)的服务，這些航班计划于2023年10月开始。以及从奥斯陆飞往曼谷的服务，也计划于2023年11月开始。
2023年11月13日，挪威極地研究所租用北歐大西洋航空一架航空器註冊編號LN-FNC的波音787-9客機，搭載45名科學家及12噸的設備物資，從奧斯陸飛至南非開普敦，停留48小時後再飛往南極洲毛德王后地瑪莎公主海岸的特羅爾機場（Troll Airfield），成為首次降落在南極洲的波音787飛機，而且是該機場所降落的最大型飛機，此座機場僅有冰雪砌成的3300公尺長跑道，沒有其他電子助導航設施。

## 航線
截至2023年6月，北歐大西洋航空運營以下航線：
| 國家 | 城市       | 機場                      | 開始運營      | 結束運營 | 備注     | Ref |
| ---- | ---------- | ------------------------- | ------------- | -------- | -------- | --- |
| 德國 | 柏林       | 柏林勃蘭登堡機場          | 2022年8月17日 | 運營中   |          |     |
| 法國 | 巴黎       | 巴黎戴高樂機場            | 2023年3月26日 | 運營中   |          |     |
| 挪威 | 奧斯陸     | 奧斯陸加勒穆恩機場        | 2022年6月14日 | 運營中   | 基地機場 |     |
| 英國 | 倫敦       | 格域機場                  | 2022年8月12日 | 運營中   | 基地機場 |     |
| 美國 | 勞德代爾堡 | 勞德代爾堡-好萊塢國際機場 | 2022年6月18日 | 運營中   | 基地機場 |     |
| 美國 | 洛杉磯     | 洛杉磯國際機場            | 2022年8月9日  | 運營中   | 季节性   |     |
| 美國 | 紐約市     | 約翰·肯尼迪國際機場       | 2022年6月14日 | 運營中   | 基地機場 |     |
| 美國 | 奧蘭多     | 奧蘭多國際機場            | 2022年7月5日  | 運營中   | 季节性   |     |

### 聯運協定
北歐大西洋航空與以下航空公司閒有聯運協定：

- 易捷航空
- 挪威航空
- 精神航空
- 伏林航空

## 機隊

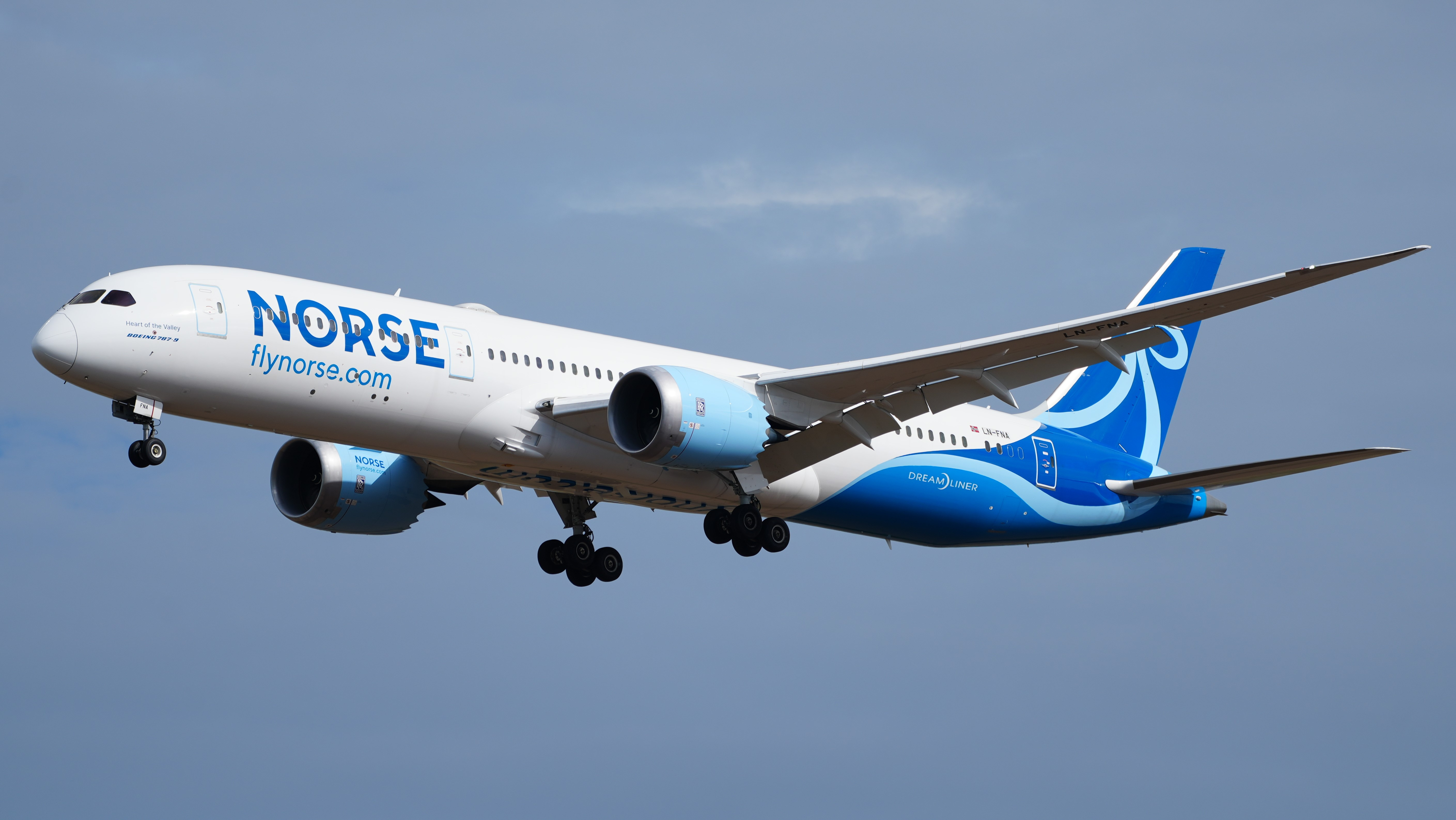
一架挪威大西洋航空的波音787-9正準備在柏林勃蘭登堡機場著陸。

### 現有機隊
截至2023年6月，北歐大西洋航空（包括其英國分公司在内）擁有以下飛機：
| 機型      | 數量 | 已訂購 | 載客量 | 載客量 | 載客量 | 備注                                                                    |
| 機型      | 數量 | 已訂購 | O      | Y      | 共計   | 備注                                                                    |
| --------- | ---- | ------ | ------ | ------ | ------ | ----------------------------------------------------------------------- |
| 波音787-8 | —    | 3      | 32     | 259    | 291    | 目前悉數出租予其他航空公司                                              |
| 波音787-9 | 10   | 3      | 56     | 282    | 338    | 2架目前出租予其他航空公司 1架預計于2022年底交付 1架由其英國分公司運營。 |
| 波音787-9 | 10   | 3      | 35     | 309    | 344    | 2架目前出租予其他航空公司 1架預計于2022年底交付 1架由其英國分公司運營。 |
| 共計      | 10   | 6      |        |        |        |                                                                         |

## 外部連結
维基共享资源上的相關多媒體資源：北歐大西洋航空
- 官方网站